# 해시키
해시키(영어: HashKey)는 홍콩에 본사를 두고있는 글로벌 디지털 자산 투자사 그룹으로, 암호화폐 산업 분야에서 다양한 서비스(암호화폐 거래소, 토큰화, 암호화폐 운영 등)를 제공한다. 디지털 자산 관리를 위한 웹 3.0 생태계를 구축하였고, 홍콩, 일본 및 싱가폴 각국의 금융당국에서 요구하는 다양한 라이선스를 획득하여 규제에 준수하고 있다. 또한 다양한 글로벌 기업들과 투자 파트너쉽을 체결중이다.

## 경영방침
- Mission : Make digital assets massively accessible
- Vision : Provide trustworthy services to one billion global users

## 사업분야

### 글로벌암호화폐 거래소운영
글로벌 거래소로 해시키 글로벌(HashKey Global)을 운영중이다. 이는 버뮤다 금융당국의 Class F 라이선스에 따라 서비스를 제공하고, 홍콩 거래소인 해시키 익스체인지(HashKey Exchage)에 준하는 규정준수, 보안 및 감사 표준을 갖췄다. 또한, 플랫폼에는 자산분리, 정보보안제어, 보험, 감사 및 결제가 포함되고, LaunchPad, 선물, 레버리지 및 스테이킹과 같은 주류 거래 서비스를 제공한다. 미국, 중국 및 일부 제재국가에서는 운영되지 않는다.
- 보안 체계 : 다층 보안조치를 구현하여 안전하고 신뢰할 수 있는 거래를 보장한다. 해당 보안조치는 분산 아키텍처(Distributed Architecture), 콜드 월렛 스토리지(Cold Wallet Storage), 이중 인증(Two-factor Authentication)을 포함한다. CertiK 및 SlowMist와 같은 제3자 보안회사가 분기별로 종합적인 보안 감사를 수행하고, 최신 감사보고서에 따르면 HashKey Global의 보안점수는 10점 만점에 9.5점을 기록하여 보안 측면에서 우수한 편으로 확인된다. 사용자 보안으로는 비밀번호 도난 감지, 이중인증, IP 주소 화이트리스트 등 포괄적인 계정보호 조치를 제공한다. 사용자 자산의 불법 전송을 방지하기 위해 출금절차가 엄격한 편이다.
- 규제준수 : 해시키 글로벌은 홍콩, 싱가폴, 호주, 미국 등 6개 이상의 관할권에서 규제준수 인증을 받았다. 이는 규제준수를 통한 플랫폼의 합법성을 입증할 뿐만 아니라 사용자에게 추가적인 법적 보호장치를 제공한다.
- 플랫폼 준비금 : 플랫폼 준비금을 정기적으로 공개하고, 제3자 감사기관을 통해 플랫폼의 재무 건전성을 입증한다. 최신 감사보고서에 따르면 플랫폼의 자산 준비금 비율은 110%로 안정적인 편이다.
- 입출금 지원 : 해시키 글로벌은 현재 암호화 자산의 입출금만 지원한다. 사용자가 제3자 거래소에서 입금하는 경우, 해당 거래소의 KYC 정보가 해시키 글로벌에 등록한 KYC 정보와 일치해야만 입금이 이루어진다. 현재 입금 가능한 거래소 목록으로는 코인베이스, 바이낸스, OKX, Bitfinex, Kraken, Fireblocks, Crypto.com, Bitstamp, KuCoin, Bitget, CoinList, gate.io, 코인원, 업비트, 빗썸, 해시키 익스체인지가 있다.

- 런치풀 : HashKey Global Launchpool은 HashKey Global에서 출시한 스테이킹 플랫폼으로, 신규 암호화폐 프로젝트가 투자자와 사용자를 유치하는 데 도움을 주도록 설계되었다. 특정 암호화폐를 스테이킹함으로써 참가자들은 새로운 프로젝트의 토큰을 직접 구매하지 않고도 초기 단계부터 참여할 수 있어 추가 보상을 얻을 수 있다.

### 홍콩암호화폐 거래소운영
홍콩 거래소로 해시키 익스체인지를 운영중이다. 스테이킹 등의 금융 서비스를 제공하고, 금융규제를 준수하여 안전한 가상자산 거래 플랫폼을 제공하는데 중점을 두고 있다. 증권선물위원회가 발급한 Type 1 및 Type 7 라이선스를 모두 보유하고 있다. ZA Bank와 파트너십을 맺고 있으며 다양한 은행 통합이 계획되어 있다. 보안조치로는 정보보안 관리를 위한 ISO 27001 인증, 개인정보 관리를 위한 ISO 27701 인증 등이 있고, 2023년 3분기 적립금 증명시행 계획은 고객에게 자산 보안에 대한 추가적인 보증을 제공한다.

### 암호화폐(HSK) 운영
해시키 그룹의 거버넌스 토큰으로 HSK를 운영한다. 그룹 생태계 성장을 도모하기 위하여 ERC-20 표준 프로토콜을 기반으로 만들어졌고, 인센티브 메커니즘을 기반으로 생태계 사용자와 파트너에게 분배되며, HSK와 관련된 판매 또는 기금 모금 활동은 없다.
HSK의 공급모델에는 소각 메커니즘이 포함되어 있어 해시키가 HSK 참여 기업의 순이익의 20%를 사용하여 HSK 토큰을 매수하고 소각할 수 있으며, 잠재적으로 디플레이션 자산 모델로 이어질 수 있다. 공급 성장의 주요 원천은 생태계 성장 풀과 팀 풀이며, 전자는 서로 다른 유통 프로그램으로 나뉜다. 해시키 그룹은 HSK 관련 사업에서 발생하는 순이익의 20%를 선택적으로 HSK 재구매에 할당하고, 재구매한 HSK 토큰을 소각한다.
HSK를 통해 바이낸스, 비트겟처럼 런치패드, 런치풀에 이용될 예정이다. 바이낸스의 BNB, 비트겟의 BGB, 바이비트의 MNT 같은 토큰들을 초기에 선점한 사람은 현재까지도 가격 상승으로 인한 수익을 내고 있으나, 후발주자는 지나치게 오른 가격으로 인해 헷징을 하지 않으면 진입하기에 어렵다. 그에 반해, 해시키 거래소는 론칭한지 오래되지 않아 선점 가치가 있다고 평가된다.
| 분배                      | 양       | 비율 |
| ------------------------- | -------- | ---- |
| Ecosystem Growth          | 650M HSK | 65%  |
| - Business Growth         | 520M HSK | 52%  |
| - Partnership Reservation | 78M HSK  | 7.8% |
| - Release Incentives      | 36M HSK  | 3.6% |
| - Genesis VIP Incentives  | 16M HSK  | 1.6% |
| Team                      | 300M HSK | 30%  |
| Insurance Vault           | 50M HSK  | 5%   |

| 구분    | 시기       | 마일스톤                          |
| ------- | ---------- | --------------------------------- |
| Phase 1 | Nov 2023   | HSK 토큰 얼로케이션 규정 확립     |
| Phase 2 | Nov 2023   | HSK 민팅 / 분배                   |
| Phase 2 | Nov 2023   | • HSK ERC-20 민팅 완료            |
| Phase 2 | Nov 2023   | • On-Chain 분배 완료              |
| Phase 3 | Q4 2023    | HSK 인센티브 프로그램 공개        |
| Phase 3 | Q4 2023    | • Fee Discount Program 개시       |
| Phase 3 | Q4 2023    | • 트레이딩 인센티브 리워드풀 배분 |
| Phase 3 | Q4 2023    | • 홀더참여 프로그램 개시          |
| Phase 3 | Q4 2023    | • HSK 바이백 계획                 |
| Phase 4 | Q2-Q3 2024 | HSK 발행계획                      |
| Phase 4 | Q2-Q3 2024 | • 로드맵 공개                     |
| Phase 4 | Q2-Q3 2024 | • 발행준비                        |
| Phase 5 | H2 2024    | HSK 발행                          |
| Phase 5 | H2 2024    | • 토큰 발행                       |
| Phase 5 | H2 2024    | • 초기 투자자 에어드랍            |

### 투자
해시키 그룹 내 투자에 중점을 둔 전문 자산관리 기관으로 해시키 캐피탈(HashKey Capital)이 있다. 이는 글로벌 최대 규모의 크립토 펀드중 하나로, 초기 이더리움 투자를 통하여 1억불 이상의 기금을 운용중이고, 17개국, 600개 이상의 기관이 이에 참여중이다. 또한 고객의 Liquid Fund와 Wealth 관리를 위한 다양한 솔루션을 제공하기도 한다.

### 중개
해시키 브로커리지(HashKey Brokerage)는 전문 투자자용 블록 트레이딩 서비스 제공 플랫폼이다. 첨단 기술 및 시장 전문성을 기반으로 기관 투자자, 헤지펀드, 패밀리 오피스 및 기타 참여자에게 안전한 거래를 지원한다. 플랫폼은 데이터 기밀성 및 대규모 거래에 대한 신속성을 제공하고, 고객은 편리한 인터페이스를 통해 다양한 자산 클래스에 접근할 수 있다.

### 클라우드
해시키 클라우드(HashKey Cloud)는 글로벌 웹 3.0 인프라 서비스를 제공한다. 2018년에 설립되었으며 글로벌 고객을 대상으로 안전하고 전문성 있는 블록체인 솔루션 제공을 목표로 하고 있다. 50개 이상의 Mainstream Public Chain에 대한 노드 검증 서비스 제공에 특화되어 있고, 이더리움 Layer 2 및 비트코인 Lightning Network technologies를 지속적으로 확장하고 있다. 플랫폼은 노드 검증(Node Validation), STO 및 AppChain과 같은 기반 서비스들을 제공한다.